# San Martino dall'Argine
San Martino dall'Argine és un municipi situat al territori de la província de Màntua, a la regió de la Llombardia, (Itàlia).
San Martino dall'Argine limita amb els municipis de Bozzolo, Gazzuolo, Marcaria, Rivarolo Mantovano i Spineda.